# 苏永舜
苏永舜（1934年—），广东番禺县人，是已退休的中国足球主教练，曾经带领中国国家队参加1982年西班牙世界杯预选赛。

## 生平简介
苏永舜1953年从广州中山大学被直接选入国家白队，1957年随国家白队进入天津队，成为球队中场核心，1959年即退役。退役后苏永舜回到广东担任青年队教练，1973年开始成为广州队教练。1975年的三运会上，他率领广东全运队逼平辽宁队夺得并列冠军，这也是广东足球的第一个全国冠军。1979年，广州队夺得全国联赛冠军，苏永舜也被视为国内最优秀的教练之一，次年即被任命为国家队主教练。
苏永舜率领的国家队在1982年世界杯预选赛决赛组对阵科威特、新西兰、中国和沙特阿拉伯，4队争夺2个名额，双循环赛制。早于新西兰18天，率先结束全部循环赛。而新西兰的最后一场比赛前落后中国2分和5个净胜球，中国列决赛组第二出线在望，而新西兰的最后一场比赛则是迎战已经被淘汰出局的沙特阿拉伯，除非净胜5球否则将被淘汰。但是这场比赛沙特果然以0-5负于新西兰，导致中国和新西兰积分相同进入附加赛。中国队早已解散放假休息，仓促集结应战，最终在附加赛中以1-2败于新西兰，未能打入世界杯决赛圈。这次世界杯的征程，被中国足球界公认为除2002年韩日世界杯以外最接近出线的一次。
1982年之後蘇永舜旅居加拿大，少再參與中國足球事務。1996年，苏永舜曾经短暂担任过刚刚降入甲B的辽宁队的主教练，也成为他与中国足球的最后联系。

## 資料來源
1. ↑  .   [2013-05-26]. （原始内容存档于2013-06-30）.

| 前任： 年维泗 | 中国国家足球队主教练 1980年至1982年 | 繼任： 張宏根 |